# Mathildelaan
De Mathildelaan is een straat in Eindhoven. De straat loopt vanaf het 18 Septemberplein naar het Philips Stadion.
Op de plek van de kruising van de Emmasingel en de Mathildelaan, lag in de middeleeuwen een van de stadsgrachten van Eindhoven. Deze gracht was een onderdeel van de verdedigingswerken van de stad.
In 1909 werd er op de hoek van de Emmasingel en de Mathildelaan gestart met de bouw van de Lichttoren, een van de eerste grote productievestigingen van Philips. In 1921 was de bouw voltooid.
Aan de Mathildelaan staat ook de Ventoseflat, die in 1996 werd erkend als gemeentelijk monument. Dit gebouw was tot 1923 de sigarenfabriek Van Gardinge & Co. In de jaren '20 en '30 van de 20e eeuw werd het gebouw omgevormd tot wooncomplex, in de stijl van de Amsterdamse School, onder leiding van architect J.M. van der Mey. In 2009 werd het gebouw gerenoveerd.
Verder is het hoofdgebouw van de politie Eindhoven gevestigd aan de Mathildelaan. In 1976 startte de bouw van dit politiebureau en in mei 1981 kon het in gebruik worden genomen. Ook bevindt zich in de Mathildelaan de grootste parkeergarage in het centrumgebied van Eindhoven. In 2019 werd aan de Mathildelaan de 84 meter hoge woontoren Onyx voltooid.

## Galerij

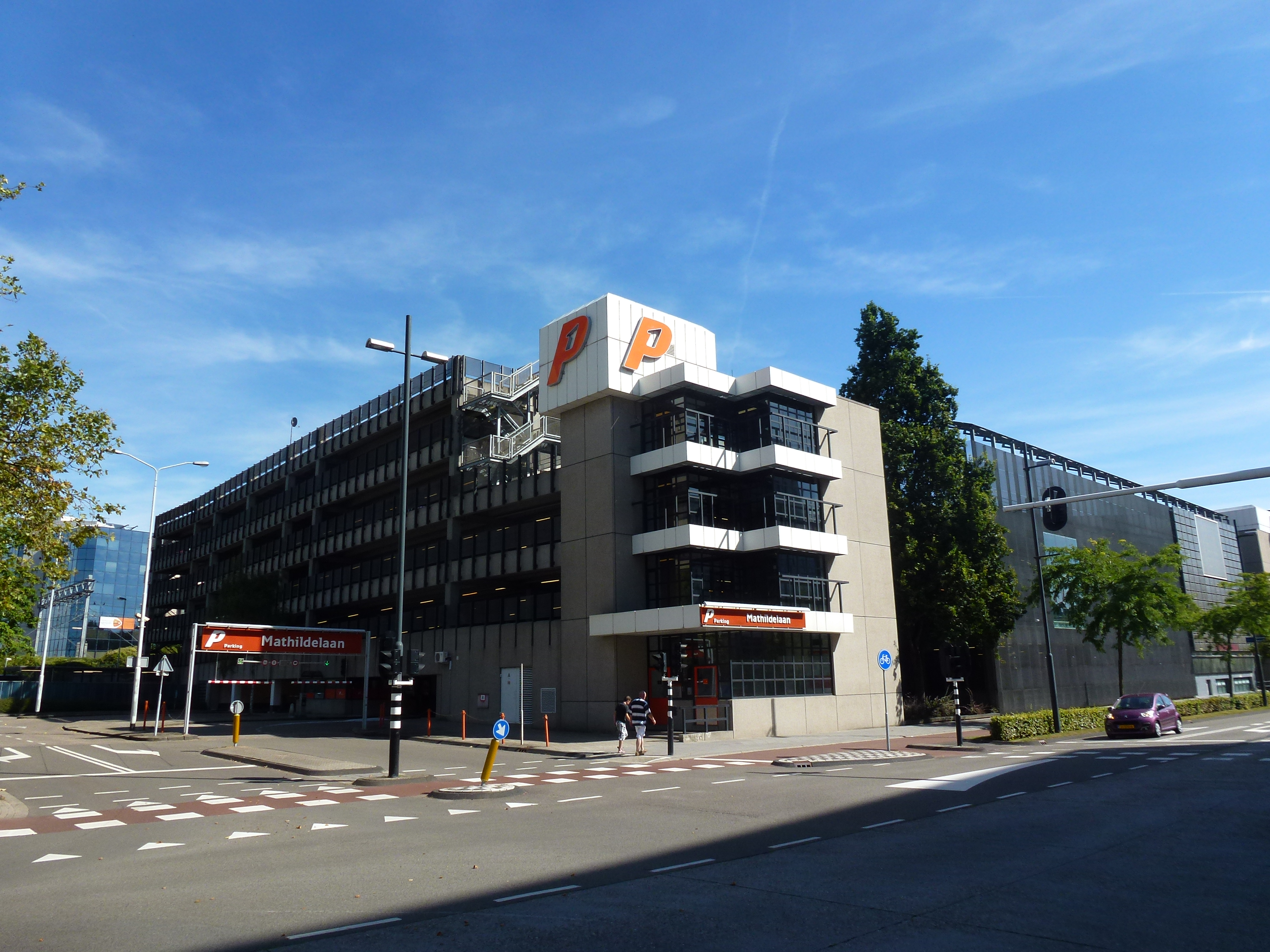
De parkeergarage
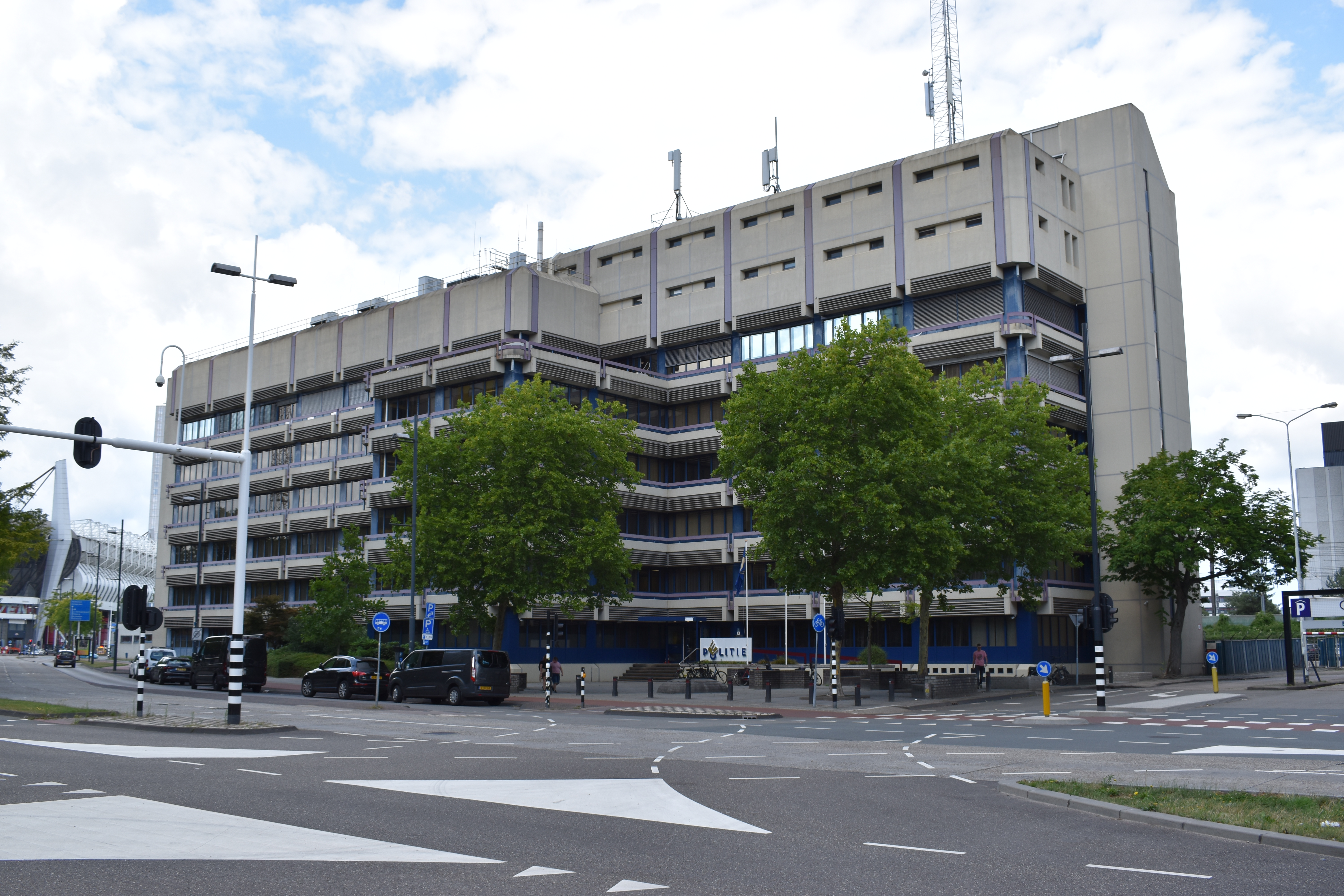
Het politiebureau
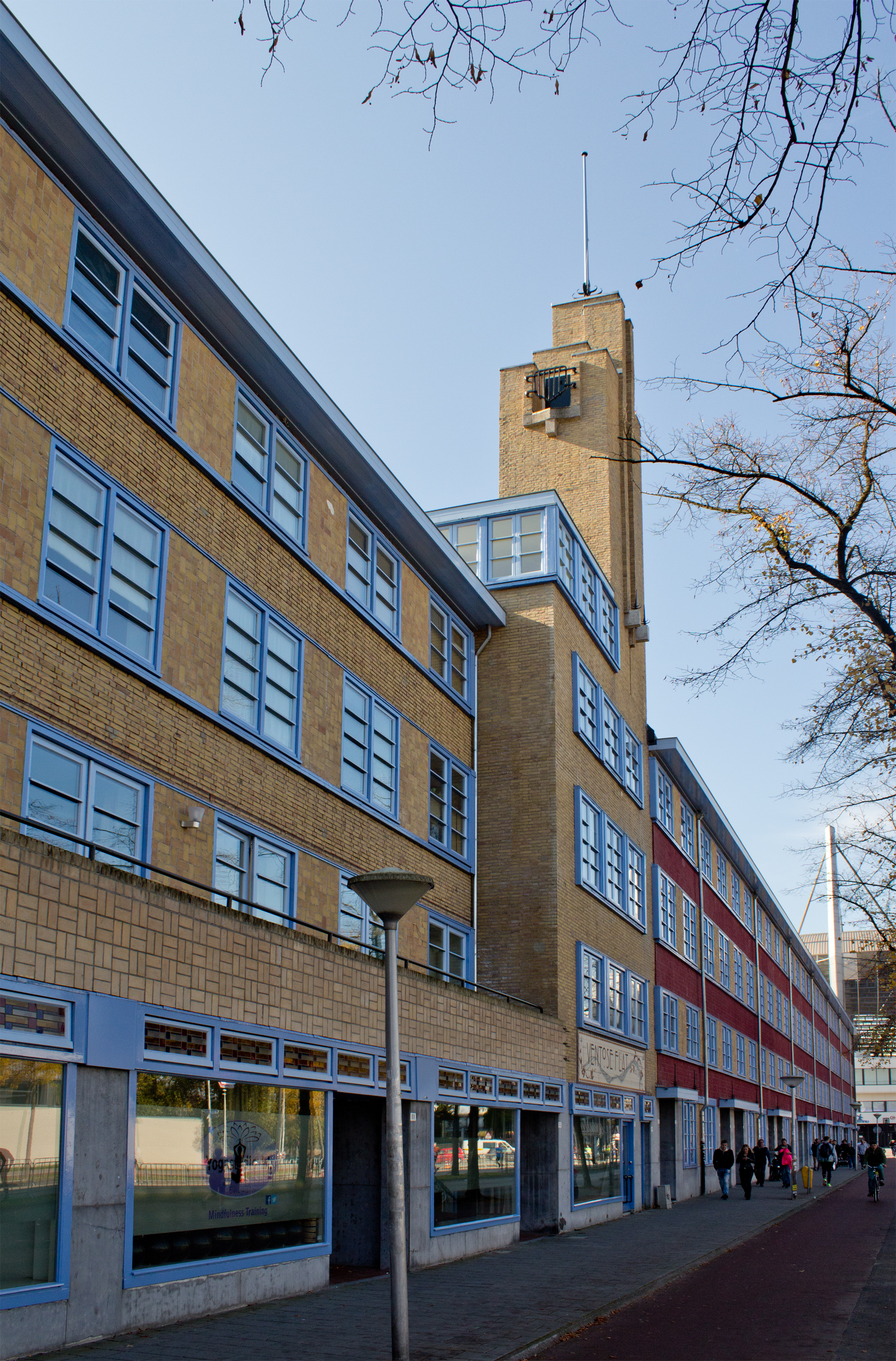
De Ventoseflat
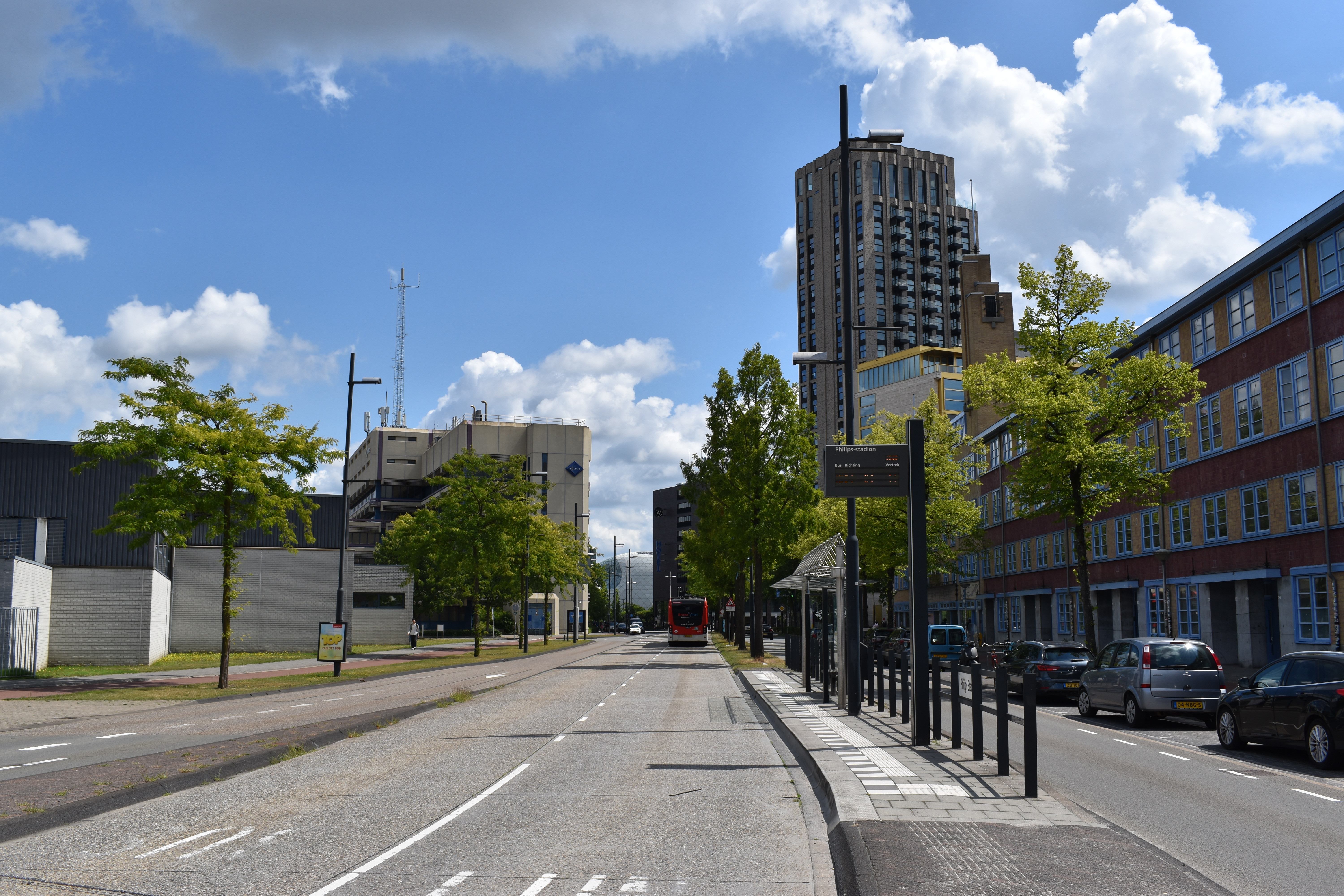
De Mathildelaan gezien vanaf het Philips Stadion

18 Septemberplein ·
Berenkuil ·
Boschdijk ·
Demer ·
Dommelstraat ·
Emmasingel ·
John F. Kennedylaan ·
Keizersgracht ·
Markt ·
Mathildelaan ·
Oude Stadsgracht ·
Stationsplein ·
Stratumsedijk ·
Stratumseind ·
Vestdijk ·
Wal ·
Wilhelminaplein